# Holopleuridia maculosa
Holopleuridia maculosa là một loài bọ cánh cứng trong họ Zopheridae. Loài này được Reitter miêu tả khoa học năm 1876.